# Toronto Rebellion
Maillots
Dernière mise à jour : 26 mai 2015.
Le Toronto Rebellion, anciennement Toronto Renegades et Toronto Xtreme, est une équipe de rugby canadienne, dont les joueurs sont issus de la Toronto Rugby Union, membre de l'Ontario Rugby Union, qui a évolué dans la Rugby Canada Super League.
Il est basé à Toronto, dans la province de l'Ontario (Canada). Le club joue au Fletcher's Field à Markham. Les joueurs de l'équipe sont issus des clubs de la fédération de l'Ontario Rugby Union, une des 10 fédérations qui est représentée dans le championnat national semi-professionnel de la RCSL. Sous le nom des Toronto Renegades, le club a gagné le championnat de l'Est en 1999 et 2001. En 2003, le Toronto Xtreme a également gagné le championnat de l'Est.

## Histoire
En 1998, la fédération nationale de rugby à XV, Rugby Canada, et les fédérations provinciales se mirent d'accord pour créer la Rugby Canada Super League. Dix fédérations provinciales (et des comités dépendant de celles-ci) furent invitées à concourir dans cette ligue nationale semi-professionnelle.

## Palmarès
- Vice-champions du Canada en 1999, 2001 et 2003.